# Jerzy Giedroyc
Pour les autres membres de la famille, voir famille Gedroitze.
Jerzy Giedroyc, né le 27 juillet 1906 à Minsk (aujourd'hui en Biélorussie) et mort le 14 septembre 2000 à Maisons-Laffitte, est un journaliste, éditeur et homme politique polonais, cofondateur et rédacteur en chef de la revue Kultura.

## Biographie
Jerzy Giedroyc naît en 1906 au sein d'une branche cadette de la noble famille Giedroyć, une puissante famille polonaise d’ascendance lituanienne, d'un père, pharmacien, aux revenus plus modestes que ceux de leurs lointains cousins, les riches princes polonais Guedroïtz/Giedroyć. Jerzy a deux frères cadets : Zygmunt (1909-1973) et Henryk (1922-2010). 
Les parents de Jerzy habitent à Minsk mais envoient leur fils faire son éducation à Moscou, où il est témoin de la Révolution d'Octobre et de l’écroulement de l’ancien régime. Vers la fin de la Première Guerre mondiale, la famille Giedroyć quitte Minsk pour s’installer à Varsovie. En 1920, à l’âge de quatorze ans, Jerzy sert comme téléphoniste dans la guerre soviéto-polonaise. De retour du front, il passe son baccalauréat et commence à étudier le droit et l’histoire à l'université de Varsovie. Peu après ses études, il devient secrétaire particulier du vice-ministre de l'Agriculture, l'un de ses mentors et ami, le comte Roger Adam Raczyński. Il travaille dans le même temps comme rédacteur au bimensuel Bunt Młodych (La Révolte des jeunes) qui se transformera en 1936 en Polityka . Jerzy Giedroyc est actif comme journaliste et fonctionnaire jusqu’à l’éclatement de la Seconde Guerre mondiale. 
Après l’invasion de la Pologne en 1939, il passe en Roumanie et commence à travailler dans le service consulaire de l’ambassade de Pologne à Bucarest auprès des réfugiés polonais. En mars 1941, il s’engage dans les formations de l’armée polonaise stationnées en Palestine. En 1942, elle est rejointe par le Deuxième corps polonais commandé par le général Władysław Anders. Cette unité évacuée de l'Union soviétique regroupe les prisonniers de guerre qui ont échappé au massacre de Katyń et des civils de l’Est de la Pologne déportés par les Soviétiques entre 1939 et 1941. C’est ainsi que Jerzy Giedroyc fera la connaissance des trois autres futurs principaux collaborateurs lors de la création en 1947 de la revue Kultura : le jeune couple Zygmunt, Zofia Hertz et Józef Czapski, (né comte Hutten-Czapski). Zofia Hertz devient la secrétaire de Giedroyc et plus tard sera le numéro 2 à l’Institut littéraire et à la rédaction de Kultura. Józef Czapski, grâce à ses contacts parisiens, jouera un rôle décisif dans l’installation de Kultura en France. 

### Naissance deKultura
Vers la fin de 1944, il devient clair que les terres polonaises se trouveront entièrement sous le contrôle soviétique. Jerzy Giedroyć et ses collaborateurs estiment qu’il faut suivre les traces de la Grande Émigration polonaise du XIXe siècle et créer quelque part à l’Ouest un centre de défense de la culture nationale, seules la culture et la liberté d’expression pouvant, selon eux, sauvegarder l’identité polonaise. C’est de là que vient l’idée de créer l’Institut littéraire et la revue Kultura, d’abord en 1946 en Italie où stationne le Deuxième corps polonais puis à Paris en 1947. l'Institut littéraire Kultura a d’abord été une maison d'édition avant de devenir aussi un centre intellectuel qui avait pour ambition de combattre le totalitarisme par l'écriture, la littérature, la production et la diffusion d’idées nouvelles afin de re-définir la Pologne du futur.
Sous la houlette de Jerzy Giedroyc, l’Institut développe une intense activité éditoriale. Son action s’articule autour de la rédaction du mensuel politico-culturel Kultura (637 numéros) et du trimestriel Zeszyty Historyczne (Cahiers d'Histoire) (171 numéros parus de 1962 à 2010) et la publication d'auteurs polonais et d'autres États est-européens, interdits dans leur pays d’origine. Avant 1989 l’Institut organise également la diffusion clandestine de ses publications dans les pays du bloc communiste et parvient à y acheminer le matériel d’imprimerie qui servira à la publication des samizdats sur place. Il assure ainsi le soutien actif à l'opposition anti-communiste en Pologne et met en place diverses actions d’aide aux mouvements de résistance au régime totalitaire. Ainsi les lecteurs de « l’Autre Europe » ont pu avoir accès à cette époque aux œuvres de Witold Gombrowicz, Czesław Miłosz, Gustaw Herling-Grudziński, Józef Czapski, Andrzej Bobkowski, Joseph Brodsky, Alexandre Soljenitsyne et bien d’autres. 
Au départ l'activité du groupe se heurte à une certaine méfiance en France. Grâce aux amitiés de Józef Czapski avec André Malraux, Alfred Fabre-Luce, François  Mauriac et surtout grâce à la bienveillance exceptionnelle du général de Gaulle, l’Institut bénéficie de la protection des autorités françaises et Jerzy Giedroyc peut devenir directeur de maison d'édition et acheter une maison, choses à cette époque inaccessibles pour un étranger en France.

### Doctrine Giedroyc
Jerzy Giedroyc développe une doctrine qui appelle à la réconciliation entre les pays d'Europe centrale et orientale. Il déclare que les Polonais doivent se résoudre à la perte de Wilno (la capitale de la Lituanie) et de Lwów (en Ukraine occidentale). Il y voit en effet une garantie pour la sécurité de la Pologne, en plus du maintien de l’indépendance de la Pologne, la Lituanie et de l'Ukraine. Cette opinion, inacceptable pour beaucoup de Polonais dans les années 1950 et 1960, commence à rencontrer un écho favorable à partir des années 1970. Par ailleurs, les colonnes de Kultura sont toujours ouvertes pour des écrivains et des intellectuels d’Europe orientale comme l’historien ukrainien Bohdan Osadtchuk et dans les années 1990, Jerzy Giedroyc publie des numéros spéciaux de Kultura en ukrainien et en biélorusse. En travaillant sur le processus de réconciliation entre la Pologne et ses voisins de l’Est, Giedroyc n'oublie pas la dimension occidentale. Le volet de Kultura consacré au rapprochement germano-polonais était traité par Juliusz Mieroszewski.  
En 1991, il reçoit le titre de docteur honoris causa de l'université Jagellonne.
Jerzy Giedroyc n'est jamais revenu dans son pays d'origine, même après la chute du communisme. Conformément à son souhait, la revue Kultura cesse de paraître après sa mort. Son héritage intellectuel et les archives de l'Institut littéraire sont conservés au siège historique de Kultura à Maisons-Laffitte, près de Paris.
Il meurt le 14 septembre 2000, à l'âge de 94 ans et est enterré au cimetière du Mesnil-le-Roi.